# 范华 (1918年)
范华（1918年—），男，直隶（今河北）石家庄人，中华人民共和国政治人物，曾任广州市人大常委会主任。